# Shinji Okazaki
Shinji Okazaki (Takarazuka, 16 de abril de 1986) é um ex-futebolista japonês que atuava como atacante.

## Carreira

### Shimizu S-Pulse
Após graduar-se na Takigawa Daini High School em 2004, Okazaki assinou com o Shimizu no ano seguinte. Fez sua primeira aparição na Liga Japonesa, em dezembro de 2005, como reserva contra o Sanfrecce Hiroshima. Em abril de 2007, marcou seu primeiro gol como profissional contra o Kawasaki Frontale. Findou sua temporada com três gols em 13 partidas.
O japonês viera a marcar 10 vezes em 27 jogos na J-League de 2008, mas o seu clube acabou perdendo a final por 2–0 para o Oita Trinita. Okazaki continuou promissor nas temporadas seguintes, até que em janeiro de 2011 foi contratado pelo Stuttgart, da Alemanha.

### Stuttgart
No dia 20 de janeiro de 2011, o atacante assinou um contrato de três anos e meio com o clube alemão. Okazaki estreou pelo Stuttgart no dia 17 de fevereiro, logo de cara em um jogo da Liga Europa da UEFA contra o Benfica. Três dias depois, enfrentou o Bayer Leverkusen pela Bundesliga. Marcou seu primeiro gol pelo clube no dia 7 de maio, na vitória por 2–1 contra o Hannover. Voltou a balançar as redes na rodada seguinte, no dia 14 de maio, mas não conseguiu evitar a derrota por 2–1 para o Bayern de Munique.
Okazaki foi destaque novamente no dia 6 de agosto, dessa vez contra o Schalke 04, já pela temporada 2011–12. O japonês entrou no segundo tempo da partida e anotou o terceiro gol de sua equipe num chutaço de fora da área, garantindo a vitória por 3–0. Marcou seu gol mais bonito pelo Stuttgart no dia 19 de fevereiro de 2012, de bicicleta, contra o Hannover, mas que não foi o suficiente para evitar a derrota por 4–2. Premiado com o "Gol do Mês da Bundesliga", Okazaki tornou-se o segundo japonês a receber esse prêmio na competição, após Yasuhiko Okudera.
Ele teve uma temporada 2012–13 abaixo das expectativas, com apenas um tento marcado na Bundesliga. Entretanto, marcou duas vezes contra o Steaua Bucaresti pela Liga Europa da UEFA.

### Mainz
No dia 1 de julho de 2013, transferiu-se para o Mainz 05. Fez seu primeiro gol pelo clube na rodada de abertura do Campeonato Alemão, justamente contra seu ex-clube, garantindo a vitória por 3–2. Terminou a temporada com 15 gols.
Okazaki veio a se tornar o jogador japonês mais prolífico em gols na história da Bundesliga no dia 13 de setembro de 2014, ao marcar seu 27º e 28º gol na liga contra o Hertha Berlim, garantindo a vitória fora de casa por 3–1.

### Leicester
Foi contratado pelo Leicester no dia 26 de junho de 2015, por 7 milhões de libras. Estreou pelas Raposas numa partida contra o Sunderland e marcou seu primeiro tento na vitória sobre o West Ham fora de casa, na semana seguinte. No dia 19 de dezembro marcou o gol da vitória sobre o Everton, no Goodison Park, assegurando o clube no topo da tabela da Premier League perto do Natal. Já no dia 10 de janeiro, marcou o segundo gol do Leicester no empate de 2–2 contra o Tottenham, em jogo válido pela Copa da Inglaterra. O japonês brilhou no dia 14 de março, ao marcar um gol espetacular de bicicleta contra o Newcastle, garantindo a vitória por 1–0 e uma margem de cinco pontos de diferença para o segundo colocado. Com o título da Premier League conquistado ao final da temporada, Okazaki tornou-se o segundo japonês a ser campeão da competição, depois de Shinji Kagawa.
Suas performances na temporada 2015–16 lhe deram o prêmio de melhor jogador asiático do ano em dezembro de 2016.
Na temporada 2016–17 viera a marcar duas vezes na derrota por 4–2 contra o Chelsea, no dia 20 de setembro, pela Copa da Liga Inglesa, e mais três na Premier League: contra o Crystal Palace no dia 22 de outubro; contra o Sunderland em 3 de dezembro e contra o Manchester City no dia 13 de maio. Também balançou as redes na Liga dos Campeões da UEFA, no dia 22 de novembro, na vitória por 2–1 contra o Club Brugge.
Okazaki marcou quatro vezes por todas as competições até o fim de 2017, contabilizando seis gols e três assistências em 27 jogos da Liga Inglesa, mais um gol e uma assistência na Copa da Liga Inglesa.

### Málaga
Foi contratado pelo Málaga no dia 30 de julho de 2019, assinando contrato com uma temporada. No entanto, após pouco mais de um mês, Okazaki teve seu contrato rescindido, pois o clube estava excedendo seu teto salarial e precisava baixá-lo para evitar punições.

### Huesca
Logo após ter deixado o o clube espanhol, Okazaki foi anunciado como novo reforço do Huesca no dia 4 de setembro de 2019. Depois de marcar 12 gols na temporada e ajudá-los a subir pra primeira divisão, o japonês teve o seu contrato renovado no dia 25 de julho de 2020.

### Cartagena
Teve a sua contratação oficializada pelo Cartagena, da Segunda Divisão Espanhola, no dia 31 de agosto de 2021.

### Sint-Truiden
No dia 19 de agosto de 2022, assinou com o clube belga Sint-Truiden. Em 26 de fevereiro de 2024, aos 37 anos, Okakazi declarou que se aposentaria ao final da temporada.

## Seleção Nacional

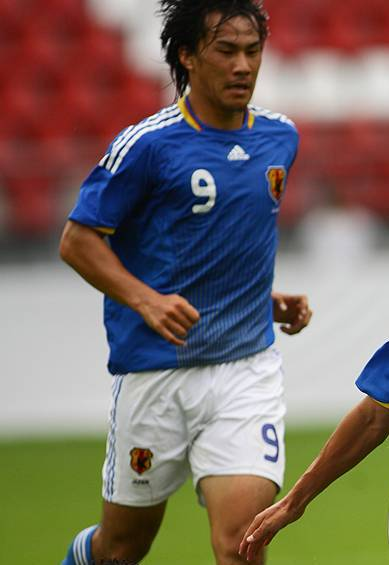
Okazaki atuando pelo Japão em 2009

Estreou pela Seleção Japonesa em outubro de 2008, contra os Emirados Árabes. Marcou seu primeiro gol pela Seleção no dia 20 de janeiro de 2009, contra o Iêmen, em jogo válido pelas Eliminatórias para a Copa da Ásia. Em outubro do mesmo ano, conseguiu marcar hat-tricks contra Hong Kong e Togo.
Convocado por Takeshi Okada para a Copa do Mundo de 2010, Okazaki deixou a sua contribuição na vitória por 3–1 contra a Dinamarca, no dia 24 de junho, em jogo realizado no Estádio Royal Bafokeng. Após o Mundial, o atacante foi o autor do gol que garantiu a vitória japonesa por 1–0 contra a Argentina, num amistoso realizado em outubro.
Okazaki marcou seu terceiro hat-trick pela Seleção no dia 17 de janeiro de 2011, contra a Arábia Saudita, em jogo válido pela Copa da Ásia. Na semifinal do torneio, converteu a sua penalidade na disputa de pênaltis contra a Coreia do Sul.
O jogador terminou com oito gols nas qualificatórias asiáticas para a Copa do Mundo de 2014. Embora os Samurais Azuis tenham sido eliminados na fase de grupos da Copa das Confederações de 2013, Okazaki marcou dois gols na competição, contra Itália e México, respectivamente. No ano seguinte, o atacante foi um dos 23 convocados por Alberto Zaccheroni para integrar o time que disputaria a Copa do Mundo. Okazaki chegou a marcar um gol na fase de grupos, na derrota por 4–1 contra a Colômbia, mas não conseguiu impedir a eliminação japonesa no Mundial realizado no Brasil.
Presente no grupo que disputou a Copa da Ásia de 2015, Okazaki marcou um dos quatro gols na goleada por 4–0 sobre a Palestina.

## Títulos
Leicester
- Premier League: 2015–16

Huesca
- Segunda Divisão Espanhola: 2019–20

Seleção Japonesa
- Copa Kirin: 2009 e 2011
- Copa da Ásia: 2011

### Prêmios individuais
- Maior Artilheiro Internacional do Mundo pela IFFHS: 2009 (15 gols)